# ASP.Net Atlas
ASP.NET "Atlas" är kodnamnet för en grupp av teknologier för att stödja AJAX (Asynchronous JavaScript And XML) i ASP.NET. Atlas består av ett ramverk för klient-skript, serverkontroller, mm.